# Difesa Lundin
L'apertura chiamata difesa Lundin o difesa del cavallo di donna è un impianto stravagante e moderno che deriva dalle mosse:
1. d4 Cc6

La difesa Lundin è molto simile alla difesa Alekhine solamente effettuata sul lato di donna. Il vero problema è che nella difesa Lundin il pedone del Bianco è già difeso, pertanto il Bianco potrà effettuare 2.e4 e rientrare nella difesa Nimzowitsch a lui favorevole. Con le mosse 2.c4 d5, invece, ci si traspone nella difesa Chigorin. Raramente la difesa Lundin porta ad impianti autonomi e la facilità con cui il Bianco si riporta a trasposizioni favorevoli, fa sì che questa apertura sia molto rara.

## Continuazioni
- 2 d5 Ce5 3 e4 e6 4 Cf3 Cxf3+ 5 Dxf3 Cf6 6 Cc3 Ad6 7 Ac4 c6 8 dxc6 dxc6 9 0-0 0-0 10 Ag5 il bianco è in lieve vantaggio.

- 2 Cc3 e6 3 d5 exd5 4 Cf3 Ab4 5 Dxd5 Cf6 6 Dd3 0-0 7 Af4 Ac5 8 Cd5 Cxd5 9 Dxd5 d6 10 Dg5 Cb4 il nero è in vantaggio.